# Zhao Zhifang
Zhao Zhifang (11 de agosto de 1994) é uma basquetebolista profissional chinesa.

## Carreira
Zhao Zhifang integrou a Seleção Chinesa de Basquetebol Feminino na Rio 2016, terminando na décima colocação.